# Didier Poidyaliwane
Didier Poidyaliwane, né le 15 mars 1966 à la tribu de Tiwaka à Poindimié et mort le 12 janvier 2022, est un homme politique français et un indépendantiste néo-calédonien. 
Militant du Front de libération nationale kanak et socialiste (FLNKS) et de l'Union calédonienne (UC), spécialiste de la question du foncier coutumier kanak, il a été, de 2017 à 2021, membre des 15e et 16e gouvernements locaux issus de l'accord de Nouméa.

## Biographie

### Formation et carrière professionnelle
Didier Poidyaliwane a suivi une formation de conseiller agricole en France métropolitaine, au lycée d'enseignement professionnel agricole (LEPA) La Barotte de Châtillon-sur-Seine de 1988 à 1990 et au centre de formation pour adultes Etcharry de l’association pour la formation en milieu rural (AFMR) d'Ustaritz. Il intègre en 1997 l'Agence de développement rural et d'aménagement foncier (ADRAF), un établissement public assurant la redistribution de terres aux tribus kanakes de Nouvelle-Calédonie, travaillant auprès de son antenne de Poindimié.
De 2006 à 2008, il complète sa formation par un master « Développement local et aménagement du territoire » (DEVTAT) de l'Université de la Nouvelle-Calédonie, travaillant surtout sur l'évolution de la revendication foncière et du régime de redistribution concernant plusieurs clans de la Province Nord. Il devient ensuite chargé de mission auprès du directeur général de l'ADRAF en 2008, puis directeur général adjoint en 2011. Il est par ailleurs nommé au Conseil économique et social de la Nouvelle-Calédonie (CES-NC, devenu en 2013 le Conseil économique, social et environnemental de la Nouvelle-Calédonie ou CESE-NC) au titre du collège des personnalités qualifiées en 2010, et devient 4e vice-président ainsi que président de la commission de l'agriculture, de l'élevage, des forêts et de la pêche de cette institution, reconduit en 2016.

### Carrière politique
Militant de l'Union calédonienne (UC), l'une des principales composantes de l'alliance indépendantiste du Front de libération nationale kanak et socialiste (FLNKS), Didier Poidyaliwane est choisi pour être l'un des candidats de son parti à l'élection du 15e gouvernement collégial issu du statut de l'accord de Nouméa du 31 août 2017. Élu, il n'entre véritablement en fonction que lorsque son président est élu le 1er décembre 2017 (le non-indépendantiste Philippe Germain, déjà chef du précédent exécutif). Cinq jours plus tard, il se voit attribuer l'animation et le contrôle des secteurs des Affaires coutumières, de l'Écologie et du Développement durable, des Relations avec le Sénat coutumier et les Conseils coutumiers ainsi que de la question des Terres coutumières.
Il organise tout particulièrement, au côté du membre du gouvernement non-indépendantiste Nicolas Metzdorf, le développement d'une politique concertée et durable de l'eau, un des chantiers jugés prioritaires par cet exécutif et caractérisé par la tenue d'un Forum H2O à Nouméa en avril 2018. De ce colloque naît la Mission interservices de l’eau (MISE) qui prépare de façon concertée, pendant six mois, une « politique partagée de l’eau » (PEP) finalement présentée par les deux membres de l'exécutif le 17 octobre 2018. Pour Didier Poidyaliwane, cela s'inscrit dans un contexte mondial de « crises climatique, énergétique, sanitaire, alimentaire et hydrique », où domine « la nécessité de produire plus et partager peu ». Ce plan prévoit alors plus de 700 actions réunis en six objectifs stratégiques : sanctuariser les zones de captage et les ressources stratégiques tout en préservant les milieux ; fournir 150 litres par jour d’eau potable à tous les habitants d'ici à 2025 ; sensibiliser, communiquer, informer, éduquer et former pour faire de tous les Néo-calédoniens des « hydro-éco-citoyens » ; s’orienter vers le « zéro-rejet d’eau non traitée » à échéance 2045 ; mettre l’eau au centre de tous les projets d’aménagement à échéance 2025 ; mieux maîtriser l’eau pour augmenter la production agricole locale et parvenir à un taux de couverture alimentaire de 50 % à échéance 2030. Le schéma d'orientation de la PEP est adopté à l'unanimité par les membres du Congrès le 20 mars 2019.